# Canariella lanosa
Canariella lanosa е вид охлюв от семейство Hygromiidae. Видът не е застрашен от изчезване.

## Разпространение
Разпространен е в Испания (Канарски острови).